# Berberis pubescens
Berberis pubescens là một loài thực vật có hoa trong họ Hoàng mộc. Loài này được Pamp. mô tả khoa học đầu tiên năm 1910.